# Latarnia morska Norrby wyższa
Latarnia morska Norrby wyższa (est. Norrby ülemine tuletorn) – jedna z dwóch latarni znajdujących się w pobliżu wsi Norrby na Estońskiej wyspie Vormsi nad cieśniną Voosi. Wieża latarni ma 32 m wysokości, a źródło światła znajduje się na wysokości 35 m n.p.m. Emituje białe izofazowe światło o okresie 4 sekund (2s + 2s) , widoczne na 12 Mm w kierunkach 190,2° - 194,2°.